# イタリア風セレナーデ
イタリア風セレナーデ（独:Italienische Serenade）ト長調は、フーゴ・ヴォルフが作曲した弦楽合奏のためのセレナーデ。「イタリアのセレナーデ」と呼ばれることもある。もともとは弦楽四重奏曲として作曲された。

## 概要
ヴォルフの管弦楽のための作品はきわめて少なく、完成した作品は初期の作品である交響詩「ペンテジレア」と「イタリア風セレナーデ」ぐらいである（未完の作品の中には交響曲の2つの断章がある）。この「イタリア風セレナーデ」は、ヴォルフの作品の中で最も知られていたもののひとつで、はじめは弦楽四重奏のためのセレナーデとして1887年の5月2日から5月4日にかけて作曲されたが、1890年になって現在のタイトルにされた。更に1892年にヴォルフは弦楽合奏のために編曲した。
なおヴォルフは1892年頃に、この楽章を土台として4楽章から構成される小管弦楽のための作品を構想したが、この楽章を除いてわずかなスケッチを残したまま完成されなかった。

## 構成
作品はモルト・ヴィヴァーチェ、ト長調、8分の3拍子、ロンド形式で構成されている。短い序奏のあとに第1ヴァイオリンが「きわめて生き生きと」と指示された第1主題を出す。曲は、そのほかに3種類の主題を扱う。情熱な高まりを見せたのちに、再び序奏が現れ静かに曲を終える。演奏時間は約7分。